# Austin (banda)
Os Austin são uma banda portuguesa de Lisboa, cuja formação remonta ao ano de 1993, com a designação de Sugarbellies.

## História
Até 1999, os Sugarbellies actuaram em concursos, nos principais palcos alternativos do país e editaram uma maqueta intitulada Vast Whispering Gallery. Participaram ainda na colectânea Capital Rock 93. Em Janeiro de 1999, após uma paragem de dois anos e com um novo baixista na formação, os Sugarbellies adoptam definitivamente o nome Austin. No princípio do ano de 2000, são nomeados vencedores dos Prémios Maquete 1999, na categoria de música pop dada pelo DN+, com uma maqueta de quatro temas enviada a várias redacções de alguns órgãos de comunicação nacional. Acabava de nascer um dos novos projectos da música portuguesa, revelado em palcos como o Ritz Club, o palco Blitz do Sudoeste e na primeira parte de um concerto dos James em Lisboa.
O álbum de estreia dos Austin chega no ano de 2001, gravado no estúdio Next pelo produtor Frederico Pereira, que assina o seu primeiro trabalho em Portugal, após alguns anos em Inglaterra (onde se notabilizou como assistente de som e colaborador de Alan Fisher — Bjork, 808 State e Frankie Goes to Hollywood), com a colaboração de Joe Fossard como engenheiro de som. Na feitura do disco há que registar a colaboração de Hugo Novo nos arranjos e nas teclas. Composto por quatorze temas, alguns provenientes do anterior projecto, o álbum dos Austin foi lançado em meados de Setembro de 2001 pela Sony Music (Portugal).
Os Austin continuam activos nos dias de hoje.